# Рохов, Теодор Генрих Рохус фон
Теодор Генрих Рохус фон Рохов фон Брист (нем. Theodor Heinrich Rochus von Rochow von Briest; 21 апреля 1794 — 20 апреля 1854, Санкт-Петербург) — прусский генерал-лейтенант (1849) и посол в России (1845—1854), александровский кавалер (1850).

## Происхождение

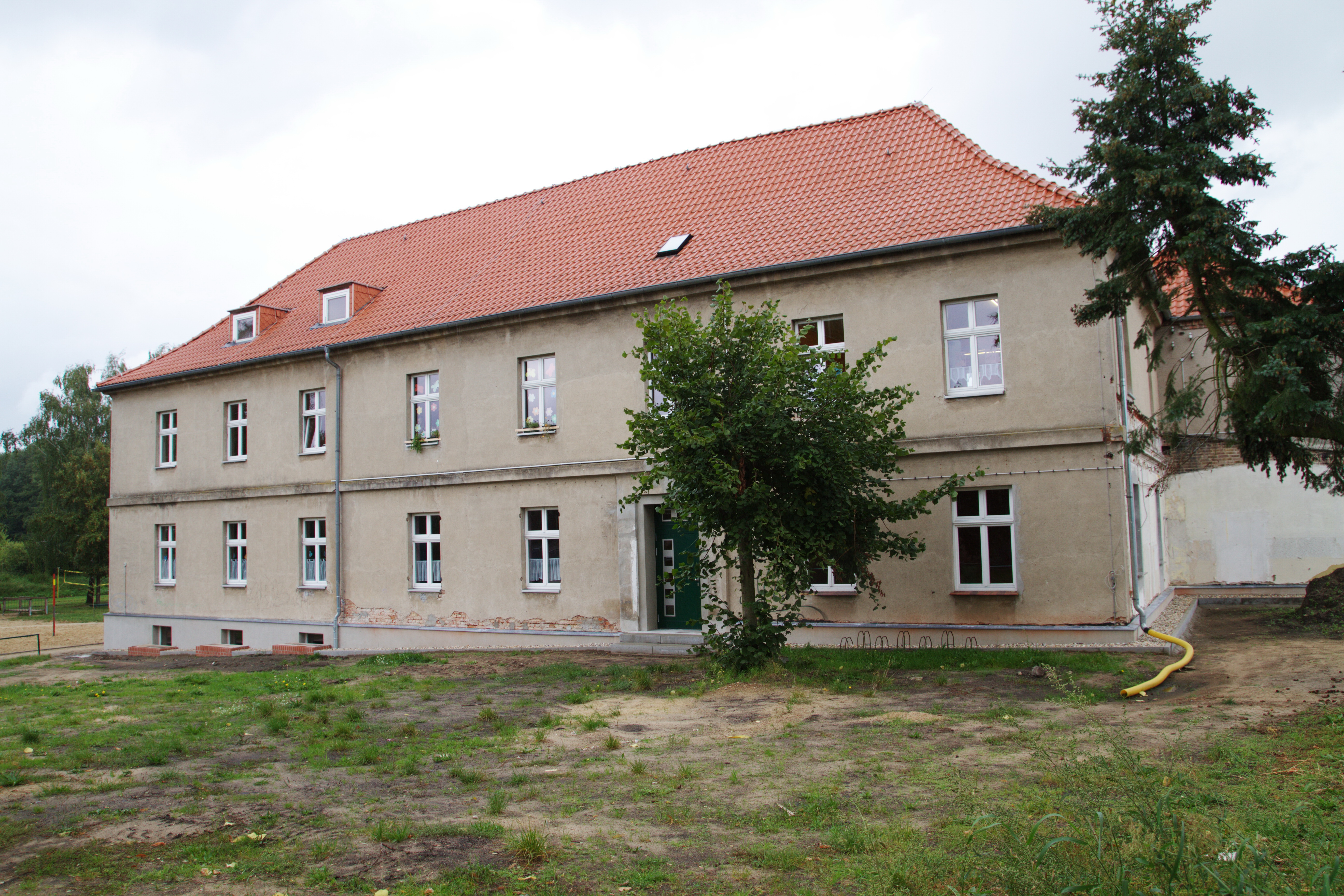
Предположительно, усадебный дом в Йезериге (ныне — школа).

Выходец из старинной нетитулованной дворянской семьи фон Рохов (нем.), которая впервые упоминается в Мерзебурге в конце первого тысячелетия нашей эры — в 968 году. По семейной легенде род фон Роховых происходит из Бургундии, где существовал уже в восьмом веке, но это предание достоверно не подтверждено. Первоначально Роховы владели поместьями в окрестностях Рохау. Представитель рода, Хеннинг фон Рохов прибыл на территорию будущей Бранденбургской марки в числе приближённых Альбрехта Медведя, и в 1138 году получил от него в ленное владение место под названиеме Гольцов. Дальнейшая история рода Роховых преимущественно была связана с Бранденбургом.
Теодор Генрих Рохус фон Рохов родился 21 апреля 1794 года в Бранденбурге в семейной усадьбе Йезериг (нем.; ныне входит в состав коммуны Грос-Кройц) близ Бранденбурга-на-Гавеле (Бранденбурга-на-Хафеле) и был сыном прусского первого лейтенанта (премьер-лейтенанта) гвардейского кавалерийского полка Gardes du Corps (Гар дю кор; нем.) Фридриха Эренрайха Адольфа Людольфа фон Рохова (1770—1799) и его жены Каролины Филиппины, урожденной фон Брист (1773—1831). Брат министра внутренних дел Пруссии Густава фон Рохова (нем.; 1792—1847). Шурин генерал-лейтенанта Фридриха Генриха Людвига фон Пфюэля (нем.; 1781—1846), который был женат на его сестре Кларе (1796–1865). Этот генерал Пфюэль приходился братом прусскому военному министру генералу от инфантерии Эрнсту фон Пфюэлю (1779—1866).
После развода родителей и ранней смерти отца Теодор Рохов, вероятно, рос вместе с братом Густавом со своими бабушкой и дедушкой по материнской линии — капитаном прусской службы Филиппом Фридрихом Вильгельмом Августом фон Бристом (1749–1822) и его женой — Каролиной Вильгельминой, урожденной Циннов, в их поместье Ненхаузен недалеко от Ратенова.
В 1816 году Теодор фон Рохов получил от короля Пруссии разрешение прибавить к своей фамилию фамилию деда по матери, Августа фон Бриста, который не имел наследников мужского пола, и с тех пор был известен, как Теодор Генрих Рохус фон Рохов фон Брист.

## Биография и карьера
В 1809 году поступил в Прусскую военную академию, из которой в дальнейшем был выпущен младшим лейтенантом в то же полк, где ранее служил его отец. В 1813 году сражался против французов при Лютцене (железный крест второго класса; повышение до старшего лейтенанта) и при Лейпциге (русский орден Святой Анны третьей степени).
С 1820 года служил адъютантом принца Вильгельма Прусского. Был награжден орденом Святого Иоанна (1829) и австрийским орденом Железной Короны второй степени (1834). Произведённый в подполковники, был назначен послом в Швейцарию (1835). Произведён в полковники и назначен послом в Вюртемберг (1837). Кавалер большого креста вюртембергского ордена Церингенского льва (1840). В 1843 году был произведён в генерал-майоры и в 1845 году направлен послом в Россию.
На этой должности находился почти десять лет при дворе Николая I. За период службы в Санкт-Петербурге был повышен до генерал-лейтенанта (1849) и награждён русским орденом Святого Александра Невского и прусским орденом Красного орла первой степени с дубовыми листьями (оба — в 1850).
Начальный период пребывания Рохова в Санкт-Петербурге пришёлся на последние годы наиболее близкого союза России и Пруссии (император Николай I был женат на сестре короля Пруссии Фридриха Вильгельма IV). Когда началась Крымская война (1853—1856), и стало понятно, что Пруссия не окажет поддержку России, отношения между двумя странами сильно ухудшились.
Скончался в 1854 году в Санкт-Петербурге, находясь в должности.

## Семья

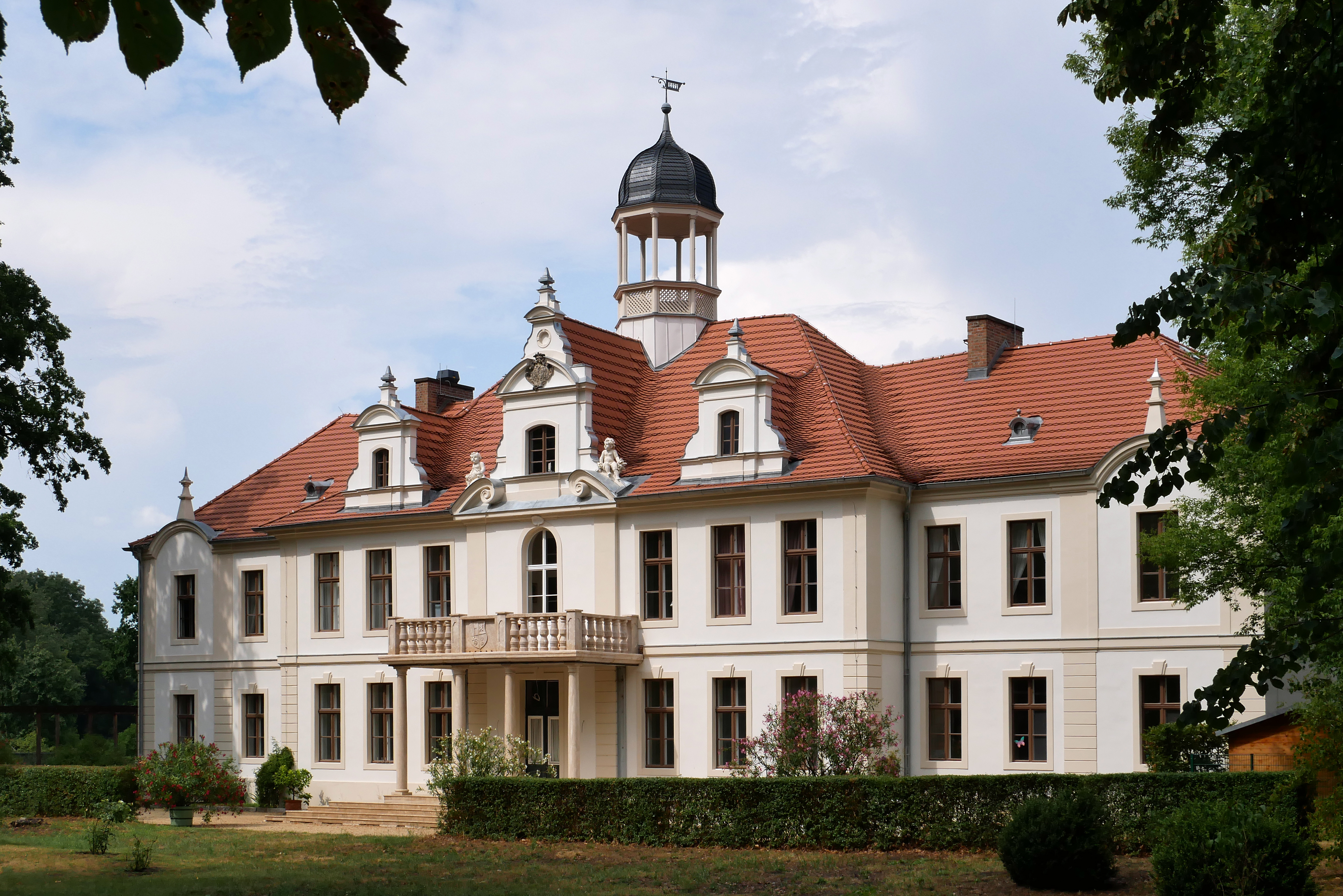
Замок Каров (нем.), принадлежавший семье невесты фон Рохова, где состоялись торжества по случаю их бракосочетния.

2 ноября 1817 года Теодор фон Рохов сочетался браком с графиней Матильдой Елизаветой фон Вартенслебен (1797–1884), которая, скорее всего, являлась родной сестрой генерал-лейтенанта Густава фон Вартенслебена (нем.; 1796—1886). Торжества по поводу бракосочетания состоялись в замке Каров (нем.) поблизости от одноименного селения. Здание замка было выстроено веком ранее Марквардом фон Принценом (1675—1725), саксонским послом в России и андреевским кавалером. В дальнейшем потомки фон Принцена продали замок Каров семье Вартенслебен (нем.).
В этом браке родилось четверо детей, два сына и две дочери, из которых двое младших, сыновья, скончались в младенчестве. До взрослого возраста дожили только дочери:
- Елизавета Каролина Луиза фон Рохов (1822–1896), ставшая супругой австрийского дипломата графа Йозефа фон Угарте (1804–1862), и
- Анна Клара Матильда Мария фон Рохов (1824–1874), вышедшая замуж за своего дальнего родственника, Вихарда фон Рохова (1822–1886), генерал-майора прусской службы.

## Эпистолярное наследие
Некоторые письма на немецком языке, который Теодор фон Рохов отправил на родину в бытность послом в России, были опубликованы отдельной книгой в 1873 году (доступна в оцифрованном виде, готический шрифт). Также в немецких архивах сохранился ряд документов, связанных с деятельностью фон Рохова (пример).

## В литературе
Дореволюционный русский писатель М. М. Филиппов (1858—1903) в адресованном массовому читателю историческом романе «Осаждённый Севастополь» (1889) приводит две подробности о фон Рохове, источники которых неизвестны:

(…) Между ними был прусский посланник генерал Рохов, личность ограниченная, но добродушная; видом своим он напоминал старого прусского фельдфебеля и в прежние времена пользовался неограниченным доверием императора Николая. Случалось так, что государь рассказывал Рохову вещи, которых не знал его собственный государственный канцлер граф Нессельроде, и Рохов просил императора Николая дозволить ему сообщить эти сведения русскому министру.— М. М. Филиппов. «Осаждённый Севастополь» (1889)

 Император Николай, весьма недовольный Меншиковым за Альму, на этот раз был так доволен, что сообщил подробности диспозиции прусскому посланнику Рохову, тот телеграфировал в Берлин, из Берлина дали знать в Лондон, а из Лондона сообщили обо всём (британскому главнокомандующему) лорду Раглану. Лорд Раглан получил это важное сообщение накануне сражения и успел принять некоторые меры.— М. М. Филиппов. «Осаждённый Севастополь» (1889)
Также, некоторую полезную информацию о фон Рохове можно подчерпнуть из печатных трудов его родственников: полковника Адольфа фон Рохова (нем.; 1788—1869) — «Nachrichten zur Geschichte des Geschlechts derer von Rochow und ihrer Besitzungen» и судьи Юлиуса фон Вартенслебена (нем.; 1809—1882) — «Nachrichten von dem Geschlechte der Grafen von Wartensleben».

## Награды
Королевство Пруссия:
- Железный крест 2-го класса (1813)[3]
- Крест за выслугу лет[нем.]
- Орден Святого Иоанна Иерусалимского почётный кавалер (22 октября 1829, Ehrensritter)[4]
- Орден Красного орла 3-го класса[5]; бант к ордену[6]
- Орден Красного орла 2-го класса с дубовыми листьями (1840)[7]
- Орден Красного орла 1-го класса с дубовыми листьями (1850)

Российская империя:
- Орден Святой Анны 3-й степени[8]
- Орден Святой Анны 1-й степени (18 октября 1847)[9]
- Орден Белого орла (1 мая 1849)[10]
- Св. Александра Невского (14 ноября 1850)[11]

Остальные:
- Орден Железной короны 2-го класса (23 ноября 1834, Австрийская империя)
- Орден Церингенского льва большой крест (1840, Великое герцогство Баден)
- Королевский Гвельфский орден большой крест (1845, Королевство Ганновер)[12]
- Орден Людвига рыцарский крест 1-го класса (Великое герцогство Гессен)[13]
- Орден Людвига командорский крест 2-го класса (Великое герцогство Гессен)[14][15]
- Орден Людвига большой крест (18 июля 1851, Великое герцогство Гессен)[16]
- Орден Фридриха большой крест (Королевство Вюртемберг)

## Издания эпистолярного наследия
- * Ernst Kelchner, Karl Mendelssohn-Bartholdy. Briefe des Königlich Preußischen Generals und Gesandten Theodor Heinrich Rochus von Rochows an einen Staatsbeamten. J. D. Sauerländer, Frankfurt am Main 1873.